# Jan Willink
Jan Willink (Winterswijk, 30 oktober 1831 - Winterswijk, 19 januari 1896) was een textielfabrikant. Hij was van grote betekenis voor de Winterswijkse textielindustrie en voor de totstandkoming en ontwikkeling van het spoorwegnetwerk in de Achterhoek, Twente en noordoost Nederland.

## Afstamming
Jan Willink werd geboren als zoon van Abraham Willink (17 augustus 1791 - 8 december 1863) en Christina ten Cate (21 maart 1800 - 2 april 1863). Vader Abraham Willink was een koopman en fabrikant: moeder Christina ten Cate was afkomstig uit het textielgeslacht Ten Cate uit Enschede. De broer van Christina zou enkele maanden later met de nicht van Abraham trouwen: huwelijken werden destijds vaker gebruikt om zakelijke banden te verstevigen.
Een neef van Jan, Gerrit Jan Willink, zou later in Winterswijk de Tricotfabriek oprichten.

## Opleiding en gezin
Jan Willink volgde een opleiding aan de Textielschool te Mönchengladbach. Op 6 juli 1855 trad hij in het huwelijk met Judith Paschen Zij kregen 4 zoons: een van hen was Willem Willink, oprichter van de Heemaf in Hengelo. Na afronding van zijn opleiding werd Jan in 1866 oprichter en directeur van een  bontweverij, in 1869 voortgezet met Willem Paschen als J. Willink en Paschen. In 1902 werd de onderneming voortgezet als nv onder de naam 'N.V. De Batavier'.
Willink was lid van verschillende verenigingen en richtte in 1866 de zangvereniging Caecilia te Winterswijk op. Als oratoriumvereniging Toonkunst bestond de zangvereniging tot 2018.

## Spoorwegen

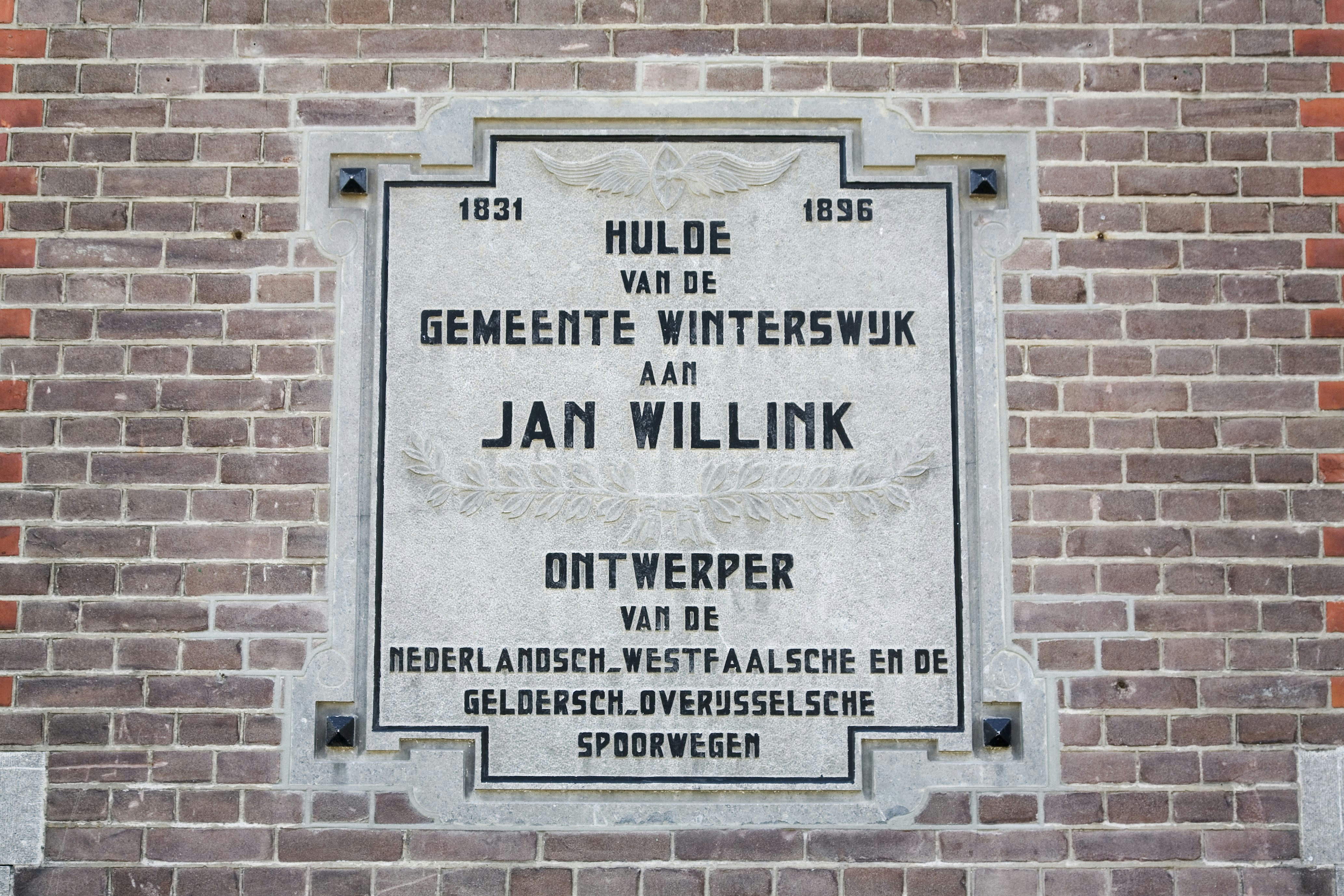
Gedenksteen in Winterswijk

Willink was van mening dat transport een voorwaarde was voor de toekomst van de Achterhoekse textielindustrie. Vandaar dat hij begon met de aanleg van een spoortraject in de Achterhoek. Willink zorgde ervoor dat in 1878 de eerste trein naar Winterswijk kwam (lijn Winterswijk-Zutphen van de Nederlands-Westfaalsche Spoorweg (NWS)). Daarna richtte hij de GOLS, en de NOLS op. Hij verdedigde in een boekje uit 1893 dat exploitatie en technisch beheer van een spoorwegnet gescheiden moeten zijn. Deze lobby bezorgde hem waarschijnlijk de bijnaam "Spoor-Jan".

## Politiek
Willinks politieke overtuiging was liberaal. Van 1871 tot 1875 was hij lid van de gemeenteraad van Winterswijk. Van 1886-1888 was hij vanuit de Liberale Unie lid van de Tweede Kamer der Staten-Generaal voor het kiesdistrict Zutphen. Hij liet zich daar kenmerken als een typische negentiende-eeuwse regionale afgevaardigde die in de Kamer regelmatig pleitte voor de belangen van het eigen district. Hij sprak enkele malen over waterstaat, de spoorwegen en de herziening van de grondwet. Daarna was hij van 1891 tot 1896 lid van de Provinciale Staten van Gelderland voor het kiesdistrict Aalten. Verder was hij bestuurslid van het Verbond van Nederlandsche Werkgevers

## Publicaties
- "Wenken betreffende den aanleg van lokaal-spoorwegen en stoomtramwegen" (1878)
- "Spoorwegen en spoorwegpolitiek in Nederland" (1893)

- Biografisch Portaal: 64181606
- Digitale Bibliotheek voor de Nederlandse Letteren: will136
- International Standard Name Identifier: 0000 0003 9581 8296
- Nederlandse Thesaurus van Auteursnamen: 074671146
- Parlement.com: vg09lld1a4z0
- Virtual International Authority File: 290629968
- WorldCat: E39PBJkD9BBVCXtpVJ6VGTCCwC